# Mont-de-l’If
Mont-de-l’If ist eine Commune déléguée in der französischen Gemeinde Saint Martin de l’If mit 116 Einwohnern (Stand: 1. Januar 2018) im Département Seine-Maritime in der Region Normandie. 
Mit Wirkung vom 1. Januar 2016 wurde Mont-de-l’If mit den früheren Gemeinde Fréville, Betteville und La Folletière zu einer Commune nouvelle mit dem Namen Saint Martin de l’If fusioniert. Sie hat seither den Status einer Commune déléguée. Die Gemeinde Mont-de-l’If gehörte zum Arrondissement Rouen und zum Kanton Notre-Dame-de-Bondeville (bis 2015: Kanton Pavilly).

## Geografie
Mont-de-l’If liegt etwa 27 Kilometer nordwestlich von Rouen. 

## Bevölkerungsentwicklung
| 1962                       | 1968 | 1975 | 1982 | 1990 | 1999 | 2006 | 2012 | 2018 |
| -------------------------- | ---- | ---- | ---- | ---- | ---- | ---- | ---- | ---- |
| 91                         | 66   | 53   | 52   | 83   | 96   | 100  | 102  | 116  |
| Quellen: Cassini und INSEE |      |      |      |      |      |      |      |      |

## Sehenswürdigkeiten
- Kirche Sainte-Trinité aus dem 12./13. Jahrhundert